# Острожниця
Острожниця (пол. Ostrożnica, нім. Ostrosnitz) — село в Польщі, у гміні Павловички Кендзежинсько-Козельського повіту Опольського воєводства.
Населення — 1104 особи (2011).

## Демографія
Демографічна структура станом на 31 березня 2011 року:
|          | Загалом | Допрацездатний вік | Працездатний вік | Постпрацездатний вік |
| -------- | ------- | ------------------ | ---------------- | -------------------- |
| Чоловіки | 525     | 77                 | 379              | 69                   |
| Жінки    | 579     | 93                 | 368              | 118                  |
| Разом    | 1104    | 170                | 747              | 187                  |